# SK Chrudim 1887
SK Chrudim 1887 is een voormalige voetbalclub uit het Tsjechische Chrudim. De club werd in 1925 als NSK Chrudim opgericht en verdween uit het voetbal in 2011 na de fusie met AFK Chrudim tot MFK Chrudim. De club speelde in haar geschiedenis vier seizoen, tussen 1995 en 1999, als SK Chrudim op het op één na hoogste niveau van het Tsjechische voetbal. In 1999 werd de licentie voor het tweede niveau verkocht aan 1. FC Terrex Praag, dat daarna onder de naam SC Xaverov Horní Počernice de plaats van de Chrudimse club overnam.

## Naamswijzigingen
- 1925 – NSK Chrudim (Novo sportovní klub Chrudim)
- fusie met SK Chrudim 1887 (een sportclub zonder voetbalafdeling) → SK Chrudim 1887 (Sportovní klub Chrudim 1887)
- DSO Jiskra Chrudim (Dobrovolná sportovní organizace Jiskra Chrudim)
- TJ Elite Chrudim (Tělovýchovná jednota Elite Chrudim)
- Evona Chrudim
- SK Chrudim (Sportovní klub Chrudim)
- SK Chrudim 1887 (Sportovní klub Chrudim 1887)